# Association pour les droits de l'homme et le développement au Cambodge
Pour les articles homonymes, voir ad hoc.
 (octobre 2015).
Si vous disposez d'ouvrages ou d'articles de référence ou si vous connaissez des sites web de qualité traitant du thème abordé ici, merci de compléter l'article en donnant les références utiles à sa vérifiabilité et en les liant à la section « Notes et références ».
L'Association pour les droits de l’Homme et le développement au Cambodge, ou ADHOC, a été créée en décembre 1991, à la suite de la signature des Accords de Paris, qui ont mis un terme à plusieurs décennies de guerre civile. L'association agit en qualité d'ONG. ADHOC est la plus ancienne ONG de défense des droits de l'Homme du Cambodge.
Aujourd’hui présente dans 23 provinces et municipalités du pays sur 24 (Kep est couverte par le bureau de Kampot), ADHOC œuvre à la défense des droits de l'homme au Cambodge. L'ONG s'implique dans les procès des anciens dirigeants Khmers rouges en mènant depuis le mois de décembre 2006 des activités de sensibilisation et d’information de la population, de soutien psychologique, de conseil juridique, de surveillance des chambres extraordinaires au sein des tribunaux cambodgiens (CETC) et des sessions de formation.

## Vision, missions et objectifs
La vision d'ADHOC est celle d'une société fondée sur des principes et un fonctionnement démocratiques, à même de garantir le respect des droits de l'homme et l'État de droit.
ADHOC se donne pour missions, par delà ses activités d'investigation et d'aide aux victimes d'abus de pouvoir, de renforcer la capacité des citoyens pour leur permettre de défendre leurs droits et de plaider pour une gouvernance plus démocratique.
Les objectifs à moyen et à long terme sont d'amener des changements dans les politiques et pratiques institutionnelles (tout particulièrement au sein du système judiciaire) et de contribuer au renforcement du tissu associatif dans son ensemble.

## Activités
Ces dernières années, via ses deux sections (Section de Suivi de la situation en matière de droits de l'Homme (« Human Rights Monitoring ») et Section des droits des femmes et des enfants) ADHOC a concentré ses efforts sur les conflits fonciers et l'accaparement des terres ("land grabbing") par les puissants, la lutte contre la torture (toujours largement présente au Cambodge), la défense de la liberté d'expression et la défense des droits des femmes et des enfants (lutte contre le trafic d'êtres humains, les violences et le viol). Mais le mandat d'ADHOC couvre tous types de violations et d'abus des droits humains.
Dans ce cadre, les principales activités d'ADHOC sont les suivantes :
- L'investigation des violations des droits des citoyens et le suivi de la situation globale des droits de l'Homme au Cambodge ;
- L'assistance aux victimes à travers l'aide juridictionnelle et l'assistance sociale, matérielle et médicale ;
- La médiation, à travers le programme de mode alternatif de résolution des conflits (Alternative Dispute Resolution) ;
- L'habilitation ("empowerment") des communautés à la base, à travers des formations juridiques et pratiques portant sur les lois en vigueur, les droits des citoyens, les moyens légaux de les défendre, la construction de réseaux de solidarité, ainsi que des formations sur les techniques de plaidoyer et de résolution des conflits ;
- L'organisation de sessions spécifiques de sensibilisation à destination des victimes et ex-victimes de violences ainsi que de leurs communautés ; et
- Le plaidoyer, par la publication de rapports thématiques et généraux, d'articles et de communiqués de presse, et par l'organisation de forums réunissant victimes, autorités locales et personnes ressources (commissions cadastrales par exemple) et permettant un dialogue en vue de la résolution des conflits.

Un film documentaire de cinquante-deux minutes, Cham, réalisé par Bruno Deniel-Laurent et Guillaume Orignac en mars 2008, se base sur le travail d'ADHOC. Les réalisateurs suivent le travail de sensibilisation et de conseil d'Hisham Mousar auprès des victimes musulmanes. Plusieurs scènes du film ont été tournées dans les locaux d'ADHOC, à Phnom Penh et Kompong Cham.

## Aspects organisationnels et relationnels
ADHOC emploie actuellement 86 personnes (83 Cambodgiens et 3 étrangers), dont environ quarante à Phnom Penh, et 40 % de femmes. L'association reçoit des financements de partenaires européens (Oxfam Novib (Pays-Bas), Oxfam GB, Diakonia, Danida, DCA-CA, Union européenne, Ambassade de France, Ambassade du Royaume-Uni, Misereor, CCFD...), américains (USAID, via The Asia Foundation et EWMI) et internationaux (Fonds des Nations unies pour les victimes de torture). L'association travaille principalement en khmer et en anglais, mais utilise aussi le français.[réf. nécessaire]
L'association est régulièrement harcelée et intimidée par les autorités. Plusieurs de ses employés ont dû faire face à des poursuites judiciaires à la suite de leurs activités de soutien à des victimes de conflits fonciers.
ADHOC collabore également avec nombre d'organisations internationales et non gouvernementales, au Cambodge (LICADHO, CCHR) et ailleurs. ADHOC est notamment membre de Forum-Asia et de la Fédération internationale des droits de l'Homme (FIDH).